# 모나코 공세자 자크

모나코 공세자의 모노그램

공세자 자크(Prince Jacques de Monaco, 2014년 12월 10일 ~)은 모나코 공국의 공세자이다. 알베르 2세와 모나코 공비 샤를린의 법적 장자이며 그는 현재 모나코의 공위 계승 순위 1위이다.